# ایتان (هواپیما)

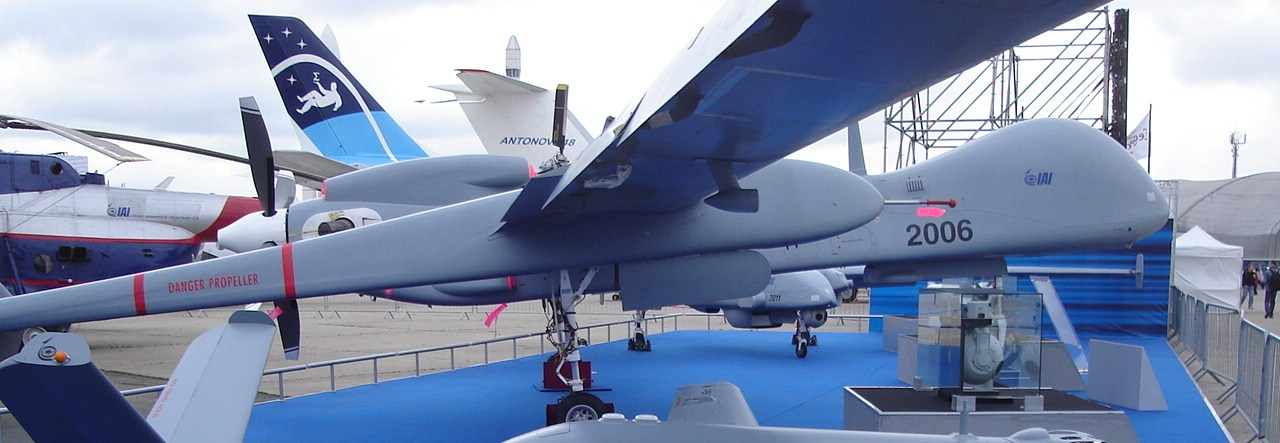
هواپیمای بدون سرنشین ایتان.

اِیتان (به عبری: איתן به معنی نیرومند) یا هرون تی‌پی هواپیمای بدون سرنشین شناسایی است که توسط صنایع هوافضای اسرائیل ساخته شده و اکنون در اختیار نیروی هوایی اسرائیل قرار دارد. این هواپیما می‌تواند در یک نوبت بیش از ۲۴ ساعت پرواز کند و سیستم‌های پیشرفته راداری را حمل کند. ایتان، واژه‌ای عبری و به معنای «با صلابت» است. هرون تی‌پی مدل پیشرفته‌تر و بزرگ‌تری از هواپیمای هارون ۱ است و از یک موتور توربوپراپ پرت اند ویتنی پی‌تی۶ استفاده می‌کند و می‌تواند با حداکثر وزن ۴۶۵۰ کیلوگرم وزن به پرواز درآید. این هواپیمای شناسایی نظامی قادر به حمل گیرنده‌های الکترواپتیکال، سیستم‌های مختلف راداری مانند رادارهای گشت دریایی، سیستم‌های ارتباطی اطلاعاتی و ابزارهای حمایتی الکترونیکی است. ارتش فرانسه نیز در سال ۲۰۱۱ ایتان را به عنوان هواپیمای شناسایی برای ماموریت‌های طولانی در ارتفاع متوسط خود برگزید و جایگزینی برای هارون ۱ برگزید.
مساحت بال ایتان ۲۶ متر و طول بدنه آن ۱۳ متر است و قادر است تا ارتفاع ۱۴ هزار متری صعود کند و می‌تواند یک نوبت پروازی تا بیش از ۷۰ ساعت را تحمل کند. در ۲۹ ژانویه ۲۰۱۲ یک فروند از این هواپیما که بیش از سقف توانایی‌های پروازی خود مورد استفاده قرار گرفته بود بر اثر شکسته شدن بال آن در هوا از میان رفت.

## مشخصات فنی
با توجه به این که هواپیمای ایتان می‌تواند در یک نوبت بیش از ۲۴ ساعت پرواز کند منطقه خلیج فارس و ایران در محدوده پروازی آن قرار دارد. اما ارتش اسرائیل چیزی در این مورد که آیا این هواپیما برای نبرد با ایران طراحی شده نگفته و تعداد هواپیماهای ایتان تولید شده را هم اعلام نکرده‌است. به گفته فرمانده نیروی هوایی اسرائیل در هنگام ورود ایتان به خدمت نظامی، در آینده ماموریت‌های دیگری را نیز می‌توان برای این هواپیما تعریف کرد. به گفته تامی سیلبرینگ از مسئولان تولید این هواپیما ایتان تی‌پی قدرت کافی برای انجام ماموریت‌های استراتژیک الکترونیکی استراق سمع و گردآوری هشدارها را دارد اما استفاده از آن به عنوان سیستم انتشار امواج اختلال الکترونیکی در جریان جنگ الکترونیکی دشوار خواهد بود. ایتان در جریان جنگ ۲۲ روزه غزه در نقشی شبیه به نقش هواپیمای شاویت مدل تولید اسرائیل هواپیمای سرنشین‌دار هشدار اطلاعاتی گلف‌استریم ۵۵۰ استفاده شد که نخستین تجربه جنگی آن در در جنگ ۲۰۰۶ لبنان بود و قیمت آن حدود سه تا چهار برابر ایتان تی‌پی است.
هواپیمای ایتان، ۵ تن وزن دارد و از هر پهپاد دیگری بزرگ‌تر بوده و طول بال‌های آن به درازای بال‌های بوئینگ ۷۳۷ است. وزارت امور خارجه اسرائیل ادعا کرده‌است هواپیمای بدون سرنشین ایتان قادر است تا در ارتفاعات بالا (حدود ۱۵ کیلومتر) پرواز کند و هدف قرار دادن آن توسط ضد موشک را دشوار خوانده‌است.

## آشیانه و اسکادران
آشیانه هواپیماهای بدون سرنشین ایتان، پایگاه هوایی تل نوف اعلام شده‌است. هم‌چنین اعلام شده که هواپیماهای ایتان به ناوگان سوم هواپیماهای بدون سرنشین، به نام «اسکادران ۲۱۰» خواهد پیوست.

## سابقه عملیاتی
نیروی هوایی اسرائیل، برای اولین بار در جریان جنگ غزه ۲۰۰۸ - ۲۰۰۹ از هواپیمای بدون سرنشین ایتان استفاده کرد.
این پهپاد در طول جنگ ۱۲ روزه ایران و اسرائیل مورد استفاده قرار گرفت. جمهوری اسلامی ایران حداقل ۱ فروند پهپاد ایتان را در جنگ ۱۲ روزه بر فراز ایران رهگیری و سرنگون کرد.

## مشخصات ایتان
- خدمه: ندارد
- ظرفیت: تا ۲ هزار کیلوگرم
- حداکثر وزن برخاست: ۴۶۵۰ کیلوگرم
- نیروی محرکه: موتور توربو پراپ پرت اند ویتنی به قدرت ۱۲۰۰ اسب بخار (۹۰۰ کیلو وات)
- برد عملیاتی: ۷۴۰۰ کیلومتر
- استقامت پروازی: ۷۰ ساعت
- سقف پرواز: ۱۴ هزار متر